# اوستیرجی
واشتیرجی (به زبان آسی Уастырджи) نام جرجیس مقدس در فرهنگ عامهٔ آسی است. او حامی مردان و مسافران بوده و همچنین ضامن سوگندها محسوب می‌شود. در این نقش، او شباهت زیادی به ایزد ایرانی مهر دارد که در فرهنگ‌های مختلف، ایزدان دیگری مانند ورثرغنه و فریدون نیز چنین جایگاهی داشته‌اند.
در برخی منابع او به صورت سوارکاری با ریش بلند خاکستری، سوار بر اسبی سفید با شنلی سفید به تصویر کشیده شده است. نام بردن از او برای زنان ممنوع است و زنان به‌جای آن باید از اصطلاح لَگتی جوآر (lӕgty dzuar) استفاده کنند که به‌معنای «قدیس مردان» است.
نام واشتیرجی در سرودهای ملی هر دو جمهوری اوستیای شمالی-آلانیا و اوستیای جنوبی ذکر شده است.
یکی از بزرگ‌ترین مراسم‌های عمومی برای گرامیداشت او، اوایل ماه ژوئیه در جنگل خِتِگ برگزار می‌شود. این جنگل در نزدیکی روستای سواداگ، سه کیلومتری شهر آلاگیر قرار دارد. بر اساس افسانه‌ها، ختگ (پسر یکی از شاهان آلانیا) این جنگل را به واشتیرجی تقدیم کرده است.
مراسم مهم دیگری نیز اواسط ژوئن در کنار یک نیایشگاه به نام رِکوم (Rekom) در درهٔ تسی (Tsey) برگزار می‌شود.
پس از فروپاشی اتحاد جماهیر شوروی، آیین پرستش واشتیرجی دوباره محبوبیت یافته است و گزارش‌هایی دربارهٔ ظهورات او منتشر شده است. با این حال، کلیسای ارتدکس روسیه نسبت به این آیین، موضعی دوگانه و مبهم دارد.
در ماه نوامبر، جشن جیوُرگوبا (Dzhiorguba) به افتخار واشتیرجی برگزار می‌شود. این جشن آن‌قدر مهم است که نام ماه نوامبر در زبان آسی از آن گرفته شده است. در این مراسم، یک گاو یک‌ساله قربانی می‌شود. برای نشان دادن اینکه این قربانی متعلق به ایزد است، مدت‌ها پیش از قربانی کردن، شاخ راست آن بریده می‌شود و هیچ چوپانی حق ندارد بر آن سوگند یاد کند.